# Amityville: A New Generation
Amityville: A New Generation é um filme de terror-sobrenatural norte-americano de 1993, dirigido por John Murlowski. É o sétimo filme da série The Amityville Horror, estrelado por Ross Partridge, Julia Nickson-Soul, Lala Sloatman, David Naughto, Richard Roundtree, e Terry O'Quinn.
O filme foi inspirado no livro "Amityville: The Evil Escapes" de John G. Jones, que foi publicado em 1988.

## Enredo
Antes dos DeFeos se mudarem para a 112 Ocean Avenue em Amityville, a casa foi ocupada pelos Bronners. Em 1966, o filho mais velho da família, Franklin, matou seus pais e dois de seus irmãos durante o jantar de Ação de Graças. Franklin, que tinha um longo histórico de doenças mentais, afirmou que havia cometido o homicídio de seus familiares pelas influências de forças sobrenaturais que residem na casa, sendo assim internado no Hospital Estadual de Danamore. Anos depois, sua esposa e seu filho pequeno, Keyes Terry, visitaram Franklin. Apesar de estar sedado, Franklin matou sua esposa na frente de Keyes. Keyes reprimiu suas memórias da visita ao hospital Danamore, e nunca recebeu nenhum tipo de aviso sobre seu pai ter tido alta em 1986.
Em 1993, Keyes, que se tornou um fotógrafo, vive em uma hospedaria de cidade do interior junto com sua namorada, Llanie. A hospedaria é propriedade de Dick Cutler, e seus outros inquilinos incluem uma pintora chamada Suki, e um escultor chamado Pauli. Franklin procura por Keyes e o presenteia com um espelho que ele pegou da casa de Amityville. O espelho é demoníaco, e ele mata a Suki e seu ex-namorado, Raymond. Depois que Franklin é encontrado morto, Keyes começa a investigar seu passado e, depois de visitar Danamore, percebe que Franklin era seu pai.
O demônio no espelho assume a aparência de Suki para matar Dick, e então começa a atormentar Keyes ao se tornar Franklin. Keyes é sugado para dentro do espelho e lá ele presencia uma versão infernal de Danamore, onde ele encontra versões mortas-vivas de Raymond, Suki, Dick, e Franklin. O demônio então retorna Keyes para o mundo real, e deixa claro que ele quer que Keyes recrie o massacre da família Bronner, atirando assim em Llanie, Pauli, e na esposa de Dick no show de arte de Ação de Graças da hospedaria. Keyes resiste à influência do demônio e quebra o espelho, fazendo com que seu amigo, Detetive Clark, sarcasticamente comente: "Sete anos de azar".

## Elenco
- Ross Partridge - Keyes Terry
  - Jon Paul Steuer - Jovem Keyes
- Julia Nickson-Soul - Suki
- Lala Sloatman - Llaine
- David Naughton - Dick Cutler
- Barbara Howard - Janet Cutler
- Jack Orend - Franklin Bonner
- Richard Roundtree - Pauli
- Terry O'Quinn - Detetive Clark
- Robert Rusler - Ray
- Ralph Ahn - Mr. Kim
- Bob Jennings - Policial Novato
- Tom Wright - Atendente de Necrotério
- Robert Harvey - Bronner (Bob Harvey)
- Karl Johnson - Dono de Cafeteria
- Lin Shaye - Enfermeira Turner
- Ken Bolognese - Crítico
- Abbe Rowlins - Acadêmico
- Joseph Schuster - Rapaz
- J.P. Stevens - Adolescente
- Kim Anderson - Crítico
- Claudia Gold - Crítico

## Lançamento
O filme foi lançado diretamente para vídeo em 1993 pela Republic Pictures com versões de classificação +17 e sem classificação indicativa. A Lionsgate Home Entertainment (licenciada pela FremantleMedia North America) lançou esse filme em DVD em Julho de 2025. Em 2019, Vinegar Syndrome (licenciada pela Multicom Entretainment Group) lançou o filme em Blu Ray nos Estados Unidos que vinha com o box 'Amityville: The Curse Collection' incluso. Em 2022, o filme foi lançado em Blu Ray no Reino Unido graças à Screenbound Pictures Ltd.